# Nanae Aoyama
Nanae Aoyama (jap. 青山 七恵, Aoyama Nanae; * 20. Januar 1983 in Kumagaya, Präfektur Saitama) ist eine japanische Schriftstellerin.

## Leben
Nachdem Aoyama die Oberschule in Kumagaya in der Präfektur Saitama abgeschlossen hatte, studierte sie an der Universität für Bibliotheks- und Informationswissenschaft in Tsukuba (Präfektur Ibaraki). Mit ihrem literarischen Debüt Mado no Akari (窓の灯) 2005 gewann sie den Bungei-Preis (文藝賞). Bereits ein Jahr später erhielt sie für ihre Erzählung Hitori Biyori (ひとり日和) den 136. Akutagawa-Preis. Das Thema ihrer Erzählung sind die sogenannten Freeter. 2009 erhielt sie als bis dahin jüngste Preisträgerin für Kakera (かけら) den Kawabata-Yasunari-Literaturpreis.
Von 2012 bis 2017 war sie Mitglied der Jury für den Gunzō-Nachwuchspreis für Literatur. Von 2015 bis 2017 unterrichtete sie an der Hōsei-Universität Kreatives Schreiben und arbeitete von 2016 bis 2017 bei der Tageszeitung Yomiuri Shinbun als Mitglied des Ausschusses für Lektüre. Im Januar/Februar 2018 weilte sie im Rahmen des Residenz-Programms MEET (La Maison des Écrivains Étrangers et des Traducteurs) in Saint-Nazaire in Frankreich.

## Werke
- 2005 Mado no akari (窓の灯)
- 2006 Hitori biyori (ひとり日和)
  - Eigenwetter,  übersetzt von Katja Busson,  cass Verlag, Löhne 2015, ISBN 978-3-944751-05-4
- 2008 Yasashii tameiki (やさしいため息)
- 2009 Kakera (かけら)
  - Bruchstücke, übersetzt von Katja Busson und Frieder Lommatzsch, cass Verlag, Löhne 2018, ISBN 978-3-944751-17-7
- 2009 Mahōtsukai kurabu (魔法使いクラブ)
- 2010 Owakare no oto (お別れの音)

## Sekundärliteratur
Lisette Gebhardt (Hrsg.): „Yomitai! Neue Literatur aus Japan“. Berlin: EB-Verlag Dr. Brandt. ISBN 978-3-86893-057-3, S. 115.